# Breve

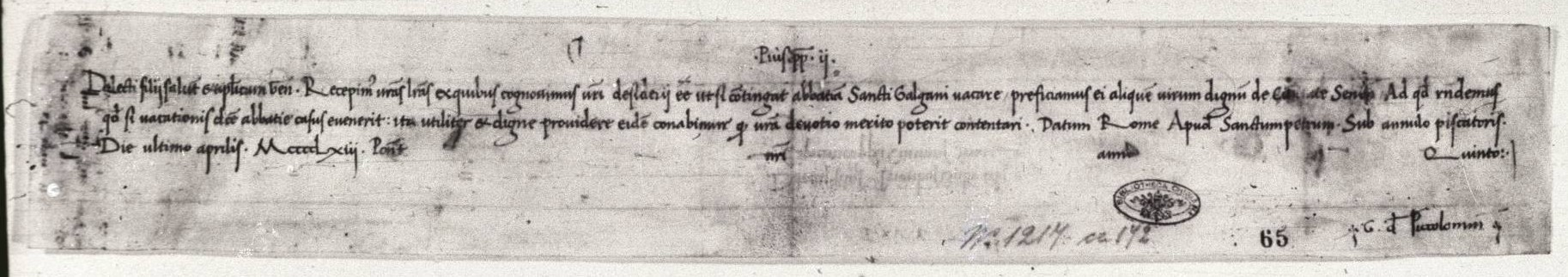
Breve Pia II. z roku 1463

Breve (z lat. breve, krátký) označuje krátkou písemnost vydávanou především papežskou kanceláří, v císařské kanceláři se nejvíce k breve blíží reskript. Objevuje se v pozdním středověku (doložena na konci 14. století za Bonifáce IX., pravidelně za Martina V.) a v papežské kanceláři vytlačila bulu, naopak při dalším zintenzivnění kancelářské produkce byla nahrazena motu propriem. Breve se vyznačuje zjednodušeným formulářem a od 15. století je uzavíráno rybářským prstenem. Jazyk použitý pro breve je obvykle latina, písmo je již od počátku humanistické.